# Alfred Bergmann (Literaturwissenschaftler)
Alfred Bergmann (* 23. Juli 1887 in Waldheim, Königreich Sachsen; † 19. Juli 1975 in Detmold) war ein deutscher Literaturwissenschaftler und Bibliothekar, der vor allem als Grabbe-Forscher und -Sammler bekannt geworden ist.

## Leben
Alfred Bergmann stammte aus wohlhabenden Verhältnissen, sein Vater Heinrich Richard Bergmann besaß eine Fabrik für
Feinseifen und Parfüms und war Kommerzienrat. 1898 trat Alfred Bergmann ins Annen-Realgymnasium Dresden ein, das er 1906 abschloss. Er studierte an der Albert-Ludwigs-Universität Freiburg, der Ludwig-Maximilians-Universität München, der Humboldt-Universität zu Berlin sowie der Universität Leipzig Germanistik, Englisch und Geschichte. Als sich herausstellte, dass Alfred Bergmann keinen Geruchssinn besaß, konnte er seinem Vater nicht in dessen Unternehmen folgen. So war der Weg für ihn frei, seinen literarischen Neigungen zu folgen.
Im Ersten Weltkrieg diente er als Leutnant der Reserve, wurde jedoch schon 1915 als nicht felddienstfähig erklärt und 1917 aus der Armee verabschiedet. Nach dem Verlust seines Vermögens durch die Inflation war er zunächst Rohrträger in einem Braunkohlewerk, bevor er in der Dresdner Bank ein Volontariat begann und von Privatpersonen wie zum Beispiel dem Verleger Anton Kippenberg als Bibliothekar angestellt wurde. Von 1928 bis 1937 war er Bibliothekar am Goethe- und Schiller-Archiv in Weimar. 1929 promovierte er in Leipzig mit einer Dissertation über „Die Glaubwürdigkeit der Zeugnisse für den Lebensgang und Charakter Christian Dietrich Grabbes“. Grabbe blieb bis zu Bergmanns Lebensende sein Forschungsschwerpunkt.
1938 erhielt Bergmann in der Detmolder Landesbibliothek eine Bibliothekarsstelle und wurde zugleich Leiter des von ihm geschaffenen Grabbe-Archivs. Am 26. November 1939 beantragte er die Aufnahme in die NSDAP und wurde zum 1. März 1940 aufgenommen (Mitgliedsnummer 7.514.267). 1941 wurde er Mitglied in der Reichsschrifttumskammer. Unmittelbar nach Ende des Zweiten Weltkriegs wurde er von der britischen Besatzung zum Kommissarischen Leiter der Lippischen Landesbibliothek ernannt. Von 1948 bis 1952 war Bergmann Vorsitzender der Grabbe-Gesellschaft. 1953 beauftragte ihn die Göttinger Akademie der Wissenschaften mit der Erarbeitung der historisch-kritischen Ausgabe der Werke und Briefe Grabbes, die er durch den Aufbau der Sammlung fast fünfzig Jahre lang vorbereitet hatte und bis 1973 im Alleingang fertigstellte. Im gleichen Jahr veröffentlichte er zum Abschluss seiner jahrzehntelangen wissenschaftlichen Arbeit auch seine Grabbe-Bibliographie. 1963 wurde er mit dem Bundesverdienstkreuz I. Klasse ausgezeichnet. Er erhielt 1968 den Titel Professor und starb 1975 in Detmold.
In seiner Würdigung Bergmanns bezeichnet Gerd Simon diesen als „in vieler Hinsicht das Gegenteil von Rudolf Kummer“, den er als „Drahtzieher der Bibliotheks-, Publikations- und Dokumentationspolitik im 3. Reich“ beschreibt.

## Werke
- (Hrsg.) Carl Augusts Begegnungen mit Zeitgenossen. Ein Bild seiner Persönlichkeit in Briefen und Berichten, Tagebuchaufzeichnungen und Selbstzeugnissen. Böhlau, Weimar 1933 (Digitalisat).
- Christian Dietrich Grabbe 1801–1836. Sein Leben in Bildern. Bibliographisches Institut, Leipzig 1936 (Digitalisat).
- Meine Grabbe-Sammlung. Erinnerungen und Bekenntnisse. Schnelle, Detmold 1942 (Digitalisat).
- (Hrsg.) Ferdinand Freiligraths Briefwechsel mit der Familie Clostermeier in Detmold, insbesondere mit Louise Christiane, der späteren Gattin Grabbes. Grabbe-Gesellschaft, Detmold 1953 (Digitalisat).
- Christian Dietrich Grabbe, Chronik seines Lebens. 1801–1836. Grabbe Gesellschaft, Detmold 1954 (Digitalisat).
- Drei Krebse. Carl Tropus – Fragment aus „Don Juan und Faust“ + Carl Georg von Maassen als Literaturhistoriker + Wolfgang Goetz - Fünfzig Jahre Goethe-Gesellschaft. Selbstverlag, Detmold 1964 (Grabbe-Privatdrucke, Heft 6) (Digitalisat).
- Das Detmolder Zuchthaus als Stätte von Christian Dietrich Grabbes Kindheit und Jugend: zugleich ein Beitrag zur Geschichte des Strafvollzuges in Lippe an der Wende vom achtzehnten zum neunzehnten Jahrhundert. Grabbe-Gesellschaft, Detmold 1968 (Digitalisat).